# Archivos de Estado de Chipre
Los Archivos de Estado de Chipre son los archivos nacionales de Chipre. Dependen del Ministerio de Justicia y orden público. Se fundaron en 1972 y están ubicados en Nicosia. 

## Vínculo exterior
- El sitio Internet de los Archivos de Estado de Chipre (solo en inglés)

- Datos: Q2860525